# DirectX
Microsoft DirectX és una continuació d'API per realitzar les tasques relatives sobre temes multimèdia, més específicament a la programació de jocs i vídeo. Es troba la major part del temps sobre plataformes Microsoft (Xbox, sistemes operatius Windows on una versió és instal·lada per defecte), permet l'explotació altes prestacions de les capacitats materials d'un ordinador.Cal destacar que va aparèixer per primera vegada el 1995 sota el nom de "The Game SDK".
Per saber la versió de DirectX que tenim instal·lada ens hem de dirigir al menú Inici, clicar sobre "Executar" i escriure "dxdiag" (sense cometes) i prémer enter.